# Alnilam
Alnilam (Epsilon Orionis) är en av de tre ljusstarka stjärnorna som bildar Orions bälte eller Tre vise männen, i stjärnbilden Orion. De två andra är Alnitak (Zeta Orionis) och Mintaka (Delta Orionis).
Alnilam är en blåvit superjätte ungefär 1340 ljusår från jorden,, med Bayer-beteckningen Epsilon Orionis och Flamsteed-beteckningen 46 Orionis. Alnilam är nummer 30 bland de ljusstarkaste stjärnorna på himlen med magnitud 1,69, och den fjärde ljusstarkaste i Orion. Den är en pulserande variabel av typen Alfa Cygni och varierar i ljusstyrka 1,64-1,74.

## Stjärnans namn
Alnilam är arabiska النظام an-niżām och härleds till ordet نظم nażm "sträng av pärlor". Andra stavningar är Alnihan and Alnitam, alla tre uppenbart misstag i translitterationen.